# Zapotitlán
Zapotitlán är en kommun i Mexiko.   Den ligger i delstaten Puebla, i den sydöstra delen av landet, 210 km sydost om huvudstaden Mexico City. Antalet invånare är 8 220. Arean är 431 kvadratkilometer.
Terrängen i Zapotitlán är kuperad söderut, men norrut är den bergig.
Följande samhällen finns i Zapotitlán:
- Zaragoza
- Colonia San Martín
- Estanzuela
- Xochiltepec
- San Pablo Netitlán
- Guadalupe la Meza
- Las Ventas
- San José Dixiñado
- Ejido Guadalupe
- Barrio Hidalgo
- El Manantial